# 企業の社会的責任
企業の社会的責任（きぎょうのしゃかいてきせきにん、英: Corporate Social 
Responsibility; CSR）とは、企業が倫理的観点から事業活動を通じて、自主的（ボランタリー）に社会に貢献する責任のことである。

## 概要
CSRは企業が利潤を追求するだけでなく、組織活動が社会へ与える影響に責任をもち、あらゆるステークホルダー（利害関係者：消費者、投資家等、及び社会全体）からの要求に対して、適切な意思決定をする責任を指す。CSRは、企業経営の根幹において、企業の自発的活動として、企業自らの永続性を実現し、また、持続可能な未来を社会とともに築いていく活動である。企業の行動は利潤追求だけでなく多岐にわたるため、企業市民という考え方もCSRの一環として主張されている。
貢献度の指標としては功利主義的な社会的投資利益率（SROI）が挙げられる。数値指標はピグー税に議論されるような検証不可能性という問題が残る。
そこで、無責任な企業を発見し淘汰する消費者世論の社会的責任、あるいは市民の社会的責任（いずれも略称は同じくCSR）が必要不可欠と考えられている。社会的責任投資(SRI)はより直接的に評価する。国際標準化機構（ISO)では、対象が企業に限らないという見地から、社会的責任の呼称で国際規格 ISO 26000 を2010年11月に策定した。日本語にも翻訳され、JIS規格では JIS Z 26000 「社会的責任に関する手引」として2012年3月に制定された。これについては2001年からの経緯を後述する。
最も基本的なCSR活動として挙げられるのは、企業活動について、利害関係者に対して説明責任を果たすことであるとされる。インベスター・リレーションズ (IR)は代表例である。環境問題に対する企業の責任が唱えられたのをきっかけに、様々なステークホルダーに対する責任が問題とされるようになった。環境（対社会）はもちろん、労働安全衛生・人権（対従業員）、雇用創出（対地域）、品質（対消費者）、取引先への配慮（対顧客・外注）など、幅広い分野に拡大している。国連では、このうちの「人権」「労働」「環境」「腐敗防止」に関する10原則をグローバル・コンパクトとして提唱し、世界中の企業・団体に参加を呼びかけている。
CSRは、同族企業の多いドイツ帝国で生まれた考え方である。ワイマール憲法の第153条第3項には、所有権の社会的責任が規定され、企業のそれを基礎づけた。なお、ドイツの同族企業には100 %支配でINA、ベーリンガーインゲルハイム、カール・ツァイス、フォイト、ミーレ、ヘラーなどがある。100 %に近いものでロバート・ボッシュ、7割支配ではダルムシュタットのメルクがある。所有者一族が多国籍のものではドドゥコ・グループがある。
フランスも、シュナイダーエレクトリック、ミシュラン、ダッソーを代表とする同族企業が多く、ノブリス・オブリージュという考え方がある。21世紀に入ってからは、アメリカ合衆国で、ワールドコムやエンロンなどの重大な企業の不正行為（粉飾決算）が起こり、企業の社会的責任が一層強く意識されることとなった。
会社法において、株式会社につき、CSRをどのように扱うべきかについては議論がある。経営者は、法令の範囲内において株主の利潤を最大化すべき、という（少なくとも法学の世界においては）伝統的な考え方に対して、経営者がCSRを考慮することを積極的に認める見解がある。後者は、現代社会におけるCSRの重要性をその根拠とするものであるが、前者の立場からはCSRの名の下に経営者の権限濫用を許しかねない等の批判がある。もっとも、前者の見解はCSRを全く無視すべきというのではなく、あくまで株主の利潤の最大化の手段として考えるべきこととなる。
似たような概念にとして、企業による社会貢献活動・フィランソロピー・メセナがあるが、利益の一部を寄付することで社会的責任を果たすことができるわけではないので、これらは社会的責任とは区別して考えるべきものである。

## CSRの多様性
CSRは地域、国家、企業により発展の仕方が異なる。アメリカでは、利害関係者に対して説明責任を果たし、会社の財務状況や経営の透明性を高めるなど、適切な企業統治とコンプライアンス（法令遵守）を実施し、「リスクマネジメント」、「内部統制」を徹底する。ヨーロッパでは、企業の未来への投資の一環として持続可能な社会を実現するため、環境や労働問題などについて企業が自主的に取り組む。
これらの活動は相互補完的である。適切な企業統治や法令遵守を実施することなしに、環境や労働問題の改善を図ろうとすることはしばしば企業の永続性の問題を生じさせるであろうし、自社の利害関係者に対して説明責任を果たしていく過程においては、環境や労働問題の改善を図る活動を求められることもでてくることになろう。1986年にコー円卓会議が設立され、日米欧三極圏で企業の社会的責任を具体化する大事業を計画するようになった。

### ヨーロッパ
ヨーロッパにおいては、消費者に対するイメージ向上を狙い、顧客誘引力を上げようという考えによって行われる活動はCSRとして評価されていない。ヨーロッパにおけるCSRとは社会的な存在としての企業が、企業の存続に必要不可欠な社会の持続的発展に対して必要なコストを払い、未来に対する投資として必要な活動を行うことである。時として、これはアメリカ型の市場原理主義へのアンチテーゼとして語られることもあるが、EUが主導的に様々な基準を整備していることや、環境、労働等に対する市民の意識が高いこともあり、総じて企業としてCSRに対する取り組みは包括的で、企業活動の根幹として根付いている。これに対して近年EUに加盟したり、しようとしている東欧諸国などにおいてはCSRはしばしばEU水準の企業統治の実現や法令順守の問題として理解されている。

### アメリカ合衆国
アメリカ合衆国では、1990年代の後半から、企業は利益を追求するだけでなく、法律の遵守、環境への配慮、コミュニティーへの貢献などが求められ、CSRが問われるようになり、2000年代になると企業改革・更生法ともいえるサーベンス・オクスリー法（SOX法、上場企業会計改革および投資家保護法）が成立されていくなど、企業に対する社会的責任を法律で定める法的整備や拘束が進んだ。また、そのような法律や社会環境の整備と同時に、労働者の人権保護に関しても、国際的に関心が高まるようになった。その背景には、企業活動がグローバル化し、先進国の多国籍企業が開発途上国の安価な労働力を搾取するケースが増え、さまざまな問題が発生したことがある。そのため、アメリカ合衆国政府は、企業が起こすこれらの諸問題に対応していくため、様々な対策を講じていく事となった。
アメリカ企業においては、企業は株主のものであるとする考え方が徹底されており、一般の市民も多い株主への説明責任という観点から、企業のCSRへの理解、認識は歴史的に深い。しかしながら、ワールドコムやエンロンの粉飾決算に見られるように、しばしば企業の社会的責任についての考え方は、企業収益と実態とはかけ離れた時価総額の向上への追及によって歪められてしまうことも多い。
このためアメリカでは、SOX法などを通じて、企業経営者に各ステークホルダーに対する説明責任の徹底を求め、米国証券取引委員会 (SEC) 等がこの実現に目を光らせることとなった。

### 日本
日本では1970年代から企業の社会的責任という言葉が使われていた。しかしながら、一般に日本企業がCSRに期待するものは、「企業の持続的発展」であり、そのため、しばしば企業の社会的責任は企業の社会的貢献や企業イメージの向上を図る慈善活動のように考えられ、このため企業収益を実現した後の活動のみを指すものと誤解された。
また、企業活動における利益実現が主の目標で、CSRは従と考えている企業経営者はいまだ多く、利益幅の小さな企業におけるCSRの活動の取り組みはあまり進んでいない。近年特に企業不祥事（不法行為）とそれに対する企業統治の実現や法令順守の問題の文脈でCSRが語られることが多く、こうした状況は前述の東欧諸国などの企業の状況と相通じるものがある。経済団体などではCSRの普及に努めており、一定の成果をみせているものの特に日本の企業において圧倒的に多い中小企業の意識の変化には時間がかかると思われるが、否応でも取り組まざるを得ない課題となっている。
これまでCSRの活動内容には『社会に対する利益還元』として「法令厳守」「商品・サービスの提供」「地球環境の保護」等々、商品や環境に対する事項が挙げられていたが、近年では「従業員のあり方（資質・技能・能力）」も含まれ始めており、「従業員自体の品質向上」に向けて対策を取る企業もある。これは、「正社員以外も含む従業員が起した問題は企業の責任」と云う考え方がベースにあり、加えては、サプライチェーンやステークホルダーまでに損失の影響を及ぼしかねないと云う危惧からでもある。なお、「和の精神」を尊ぶ日本社会においてCSRは、古来より、企業の持続的発展の観点から、経験的に会得され、実践されており、江戸時代の学者石田梅岩の記述や、三井家、住友家、近江商人などの江戸時代の商人に代々引き継がれた家訓などを例として、商工業の底流にCSRに通じる考え方を見ることができる。

## ISOの制定
国際連合や国際標準化機構（ISO）では、上述の多様性を前提として国際的なガイドラインが策定されている。
社会的責任に関する国際規格は、規格番号 ISO 26000 として 2010年11月に発行された。他の管理規格（ISO 9001、ISO 14001 など）のように要求をするものではなく、あくまでガイドである。
2001年4月、ISOの理事会においてCSR規格の可能性を決議した。翌年から消費者政策委員会(COPOLCO)内で検討がなされ、CSRの規格化は望ましく、ISO 9000系及びISO 14000系を基にして規格化が可能だという見解を取りまとめた調査報告書が提出された。2002年9月、これを受けた技術管理評議会（Technical Management Board. TMB）内で規格化に関して作業が始まるが、多岐に渡るため難航した。審査登録制度（認証）を伴わないガイダンス用の規格案として提出され、世界自然保護基金の異論も添付された。ISOでは、社会的責任を負うのは企業および組織だけではないという議論を経て、2003年2月からは社会的責任の呼称で策定が続けられていた。
社会的責任の中核主題及び課題として、組織統治・人権・労働慣行・環境・公正な事業慣行・消費者課題・コミュニティ参画及び開発の7つが挙げられており、いわゆる社会貢献活動（寄付、ボランティア活動など）は含まれていない。